# Par (golf)
 For alternative betydninger, se Par.
I golf, er par det antal tildelte slag, som en scratch golfspiller (en i handicap 0) må bruge for at spille op til sit handicap (golf). 
Par er den mest centrale del, når man spille slagsspil. Slagsspil er den mest almindelige form for golf i professionelle golfturneringer. Udtrykket par bliver også brugt i golf-lignende sportsgrene såsom fodboldgolf og Frisbee golf, hvor den har den samme betydning.
Længden af hvert hul fra tee til green, bestemmer primært hvilket par der skal tildeles hullet. Næsten alle huller bliver tildelt et par mellem tre og fem slag. For en middelspiller, som spiller fra gul tee, vil par 3 huller være mellem 90-230m fra tee til green. Par 4 huller er mellem 230-410m. Dog er det ikke ualmindeligt for en professionel golfspiller, at et par 4 hul er 460 meter er mere. Det er ikke ualmindeligt, at man i de professionelle turneringer laver de korte par 5 huller om til par 4 huller. Par 5 huller er typisk mellem 410-550m, igen her er det ikke ualmindeligt at man i de professionelle golfturneringer spiller par 5 huller som er over 550 meter. 
Andre relevante faktorer som spiller ind når par skal tildeles er terræn og forhindringer såsom, træer, vandhazarder og bakker som kræver golfspilleren bruger flere eller færre slag. Nogle golfbaner har par 6 huller og par 7 huller også selvom at sidstnævnte ikke anerkendt af United States Golf Association.
Typiske mesterskabsbaner har et par på 72 slag over de 18 huller. De 18 huller består typisk af 4 par 3 huller, ti par 4 huller og fire par 5 huller. Mesterskabsbanernes par kan gå helt oppe fra 73 slag, til så lavt som 69 slag. Baner med et par på 73 slag, er sjældne. Baner som er lavet på et lille areal, og ikke som er så lange, vil ofte være lavet som en Par-3-bane, hvor hvert hul (eller næsten hvert hul) er et par 3-hul.

## Hulscores

### Bogey
Bogey betyder at spille 1 slag over hullets par. 
Samtidig med at golf blev mere almindeligt i USA, blev par-scoringerne strammet op og en bogey blev nu til 'en-over-par'. 
En bogey er meget almindeligt i golf på alle niveauer. For professionelle anses det som noget bemærkelsesværdigt, hvis man kan gå en bogey-fri runde og for normale handicapspillere er det meget normalt at få en del bogeys på en runde. 
Spiller man mere end 1 slag over par, er denne kendt som dobbelt-bogey (+2), triple-bogey (+3) osv. Spiller man over triple-bogey er det dog mere normalt bare at sige det antal slag man har slået. Har man lavet en 9'er på et par 3 hul, har man jo lavet en seksdobbelt-bogey. Her vil normalt sige, at man har lavet en 9'er. 
Laver man en 8'er, bruger golfspillere oftest det ironiske udtryk „snemand“. 
Det er meget ualmindeligt at professionelle golfspillere laver over dobbelt-bogey. 

### Par
Par betyder på latin „lige“ og udtrykkes på engelsk med E (even). 
Man opnår en par, når man spiller hullet på det antal slag som hullets par er. I teorien skulle man kunne få en par ved at to-putte på green og de resterende skud bruges på at nå green. På et par-fem hul forventes det at en spiller rammer green i 3 slag og derfra putter to gange for at få bolden i hul. Opnår man at få bolden på green i 3 på et par 5 hul, så har man spillet i „regulation“, som betyder at ramme green i par minus 2 slag. Det samme hvis man rammer green i 2 på et par par 4 hul, samt ramme green i 1 slag på et par 3 hul. 

### Birdie
Birdie betyder at spille 1 slag under hullets par. Udtrykket „birdie“ blev opfundet i 1899 på Atlantic City Country Club i Northfield, New Joursey. 
Tre golfere ved navn Goerge Crump, William Poultney Smith og hans bror Ab Smith spillede sammen og her Crump slog sit andetslag få centimeter fra hullet efter at have ramt en flyvende fugl i sit første slag. De to brødre udbrød samtidig, at han lavede „a bird“. Crump kom fra hullet 1 under par og fra den dag henviste de altid den score som „birdie“. Inden for kort tid begyndte hele golfklubben at bruge dette udtryk for en score på 1 under par. 
City Country Club havde mange besøgere uden for byen, hvilket gjorde, at udtrykket blev spredt ud over Amerika. 
Den perfekte runde (score på 54 på en par-72 bane) er når man går en runde med birdie på alle 18 huller. Det er aldrig sket, at en spiller har spillet en perfekt runde i en professionel turnering. 

### Eagle
Eagle betyder at spille 2 slag under hullets par. Man opnår normalt en eagle, når man slår bolden så langt, at man kan nå green i færre slag end „regulation“ fx ramme green i 2 slag på et par 5 hul eller hvis man rammer green på 1 slag på et par 4 hul. Man kan også få en eagle på et par 3-hul, også bedre kendt som en hole-in-one. Ordet eagle blev brugt som en stor fugl, da det er en bedre score end en birdie.

### Albatros
Albatros betyder at spille 3 slag under hullets par. Her har man brugt navnet fra en fugl. (Albatrossen er en af de største fugle i verden). En albatros er i USA bedre kendt som en ,,double eagle“. Det er en meget sjælden score og opnås oftest på par 5-huller, hvor man slår et solidt drive, og derefter holer sit andet slag. Hole-in-ones på par 4-huller er det samme som en albatros. Den første kendte albatros blev lavet af Gene Sarazen på 15 hul på Augusta National Golf Club, på finale runden under US Masters i 1935. Albatrossen gjorde at han sluttede på en delt første plads, som førte ham til omspil som han vandt dagen efter. Albatrossen er meget sjældnere end en almindelig hole-in-one på par 3 huller. Chancerne for at lave en albatros er 1 ud af 1.000.000. Hvor chancerne for at lave en hole-in-one, mellem 1 til 3.700 til 1 til 12.500 alt efter sværhedsgraden af hullet.
Mellem 1970 og 2003, er der kun blevet lavet 84 albatrosser (et gennemsnit som er lavere end 3 om året) som blev registeret på PGA-touren.
De nyere omtalte albatrosser er bl.a. lavet af Joey Sindelar til turneringen PGA Championship i 2006 – Det var den tredje albatros i turneringens historie. Miguel Àngel Jiménez gjorde det også i sit titelforsvar af BMW PGA Championship i 2009, Poul Lawrie i finalerunden af The Open Championship i 2009, Shaun Micheel gjorde det på finaledagen af US Open i 2010 – det er kun den 2 albatros i turneringens historie, Pádraig Harrington gjorde det i WGC-HSBC Champions i 2010 og Louis Oosthuizen gjorde det på finaledagen i US Masters i 2012. Det var den fjerde albatros i turnerings historie og den første der blev vist på fjernsyn, samt den første på Augustas hul 2.

### Condor
Condor betyder at spille 4 slag under hullets par. Dette er er den laveste individuelle score der nogensinde er blevet lavet. En condor vil være det samme som en hole-in-one på et par 5 hul (typisk ved at slå over dogleg) eller en 2'er på et par 6 hul. Par 6 huller er ekstremt sjældne, og der er aldrig blevet registeret en 2'er på sådan et hul. En condor er kun blevet registeret 4 gange, og kun 1 gang i  drive (registreret til 473 meter). Det er aldrig sket at der er blevet lavet en condor i en professionel golfturnering.